# Brunei labdarúgó-válogatott
A brunei labdarúgó-válogatott Brunei nemzeti csapata, amelyet a brunei labdarúgó-szövetség (Malájul: Persatuan Bola Sepak Brunei Darussalam) irányít.

## Világbajnoki szereplés
| Év       | Eredmény                            | Hely                                | M                                   | GY                                  | D                                   | V                                   | RG                                  | KG                                  |
| -------- | ----------------------------------- | ----------------------------------- | ----------------------------------- | ----------------------------------- | ----------------------------------- | ----------------------------------- | ----------------------------------- | ----------------------------------- |
| 1930     | Nem indult                          | Nem indult                          | Nem indult                          | Nem indult                          | Nem indult                          | Nem indult                          | Nem indult                          | Nem indult                          |
| 1934     | Nem indult                          | Nem indult                          | Nem indult                          | Nem indult                          | Nem indult                          | Nem indult                          | Nem indult                          | Nem indult                          |
| 1938     | Nem indult                          | Nem indult                          | Nem indult                          | Nem indult                          | Nem indult                          | Nem indult                          | Nem indult                          | Nem indult                          |
| 1950     | Nem indult                          | Nem indult                          | Nem indult                          | Nem indult                          | Nem indult                          | Nem indult                          | Nem indult                          | Nem indult                          |
| 1954     | Nem indult                          | Nem indult                          | Nem indult                          | Nem indult                          | Nem indult                          | Nem indult                          | Nem indult                          | Nem indult                          |
| 1958     | Nem indult                          | Nem indult                          | Nem indult                          | Nem indult                          | Nem indult                          | Nem indult                          | Nem indult                          | Nem indult                          |
| 1962     | Nem indult                          | Nem indult                          | Nem indult                          | Nem indult                          | Nem indult                          | Nem indult                          | Nem indult                          | Nem indult                          |
| 1966     | Nem indult                          | Nem indult                          | Nem indult                          | Nem indult                          | Nem indult                          | Nem indult                          | Nem indult                          | Nem indult                          |
| 1970     | Nem indult                          | Nem indult                          | Nem indult                          | Nem indult                          | Nem indult                          | Nem indult                          | Nem indult                          | Nem indult                          |
| 1974     | Nem indult                          | Nem indult                          | Nem indult                          | Nem indult                          | Nem indult                          | Nem indult                          | Nem indult                          | Nem indult                          |
| 1978     | Nem indult                          | Nem indult                          | Nem indult                          | Nem indult                          | Nem indult                          | Nem indult                          | Nem indult                          | Nem indult                          |
| 1982     | Nem indult                          | Nem indult                          | Nem indult                          | Nem indult                          | Nem indult                          | Nem indult                          | Nem indult                          | Nem indult                          |
| 1986     | Nem jutott be                       | Nem jutott be                       | Nem jutott be                       | Nem jutott be                       | Nem jutott be                       | Nem jutott be                       | Nem jutott be                       | Nem jutott be                       |
| 1990     | Nem indult                          | Nem indult                          | Nem indult                          | Nem indult                          | Nem indult                          | Nem indult                          | Nem indult                          | Nem indult                          |
| 1994     | Nem indult                          | Nem indult                          | Nem indult                          | Nem indult                          | Nem indult                          | Nem indult                          | Nem indult                          | Nem indult                          |
| 1998     | Nem indult                          | Nem indult                          | Nem indult                          | Nem indult                          | Nem indult                          | Nem indult                          | Nem indult                          | Nem indult                          |
| 2002     | Nem jutott be                       | Nem jutott be                       | Nem jutott be                       | Nem jutott be                       | Nem jutott be                       | Nem jutott be                       | Nem jutott be                       | Nem jutott be                       |
| 2006     | Nem indult                          | Nem indult                          | Nem indult                          | Nem indult                          | Nem indult                          | Nem indult                          | Nem indult                          | Nem indult                          |
| 2010     | Nem indult                          | Nem indult                          | Nem indult                          | Nem indult                          | Nem indult                          | Nem indult                          | Nem indult                          | Nem indult                          |
| 2014     | Felfüggesztés miatt nem vett részt. | Felfüggesztés miatt nem vett részt. | Felfüggesztés miatt nem vett részt. | Felfüggesztés miatt nem vett részt. | Felfüggesztés miatt nem vett részt. | Felfüggesztés miatt nem vett részt. | Felfüggesztés miatt nem vett részt. | Felfüggesztés miatt nem vett részt. |
| 2018     | Nem jutott be                       | Nem jutott be                       | Nem jutott be                       | Nem jutott be                       | Nem jutott be                       | Nem jutott be                       | Nem jutott be                       | Nem jutott be                       |
| 2022     | Nem jutott be                       | Nem jutott be                       | Nem jutott be                       | Nem jutott be                       | Nem jutott be                       | Nem jutott be                       | Nem jutott be                       | Nem jutott be                       |
| Összesen |                                     | 0/22                                |                                     |                                     |                                     |                                     |                                     |                                     |

## Ázsia-kupa-szereplés
- 1956: Nem indult
- 1960: Nem indult
- 1964: Nem indult
- 1968: Nem indult
- 1972: Nem jutott be
- 1976: Nem jutott be
- 1980: Nem indult
- 1984: Nem indult
- 1988: Nem indult
- 1992: Nem indult
- 1996: Nem indult
- 2000: Nem jutott be
- 2004: Nem jutott be
- 2007: Nem indult
- 2011: Nem jutott be
- 2015: Visszalépett